# NGC 3921
NGC 3921 је лентикуларна галаксија у сазвежђу Велики медвед која се налази на NGC листи објеката дубоког неба.
Деклинација објекта је + 55° 4' 46" а ректасцензија 11h 51m 6,8s. Привидна величина (магнитуда) објекта NGC 3921 износи 12,2 а фотографска магнитуда 13,1. NGC 3921 је још познат и под ознакама UGC 6823, MCG 9-20-9, MK 430, IRAS 11484+5521, KUG 1148+553, 1ZW 28, VV 31, ARP 224, CGCG 268-95, CGCG 269-7, PGC 37063.